# عيسى بهمن
عيسى عبد الله محمد بهمن مواليد دولة الكويت (1931 - 20 إبريل 2003) ، نائب سابق في مجلس الأمة الكويتي ، في الفصل التشريعي الثالث عام (1967) عن الدائرة الاولي - الشرق - وحصل علي المركز الثالث ب (1097) صوت ، وفاز بالانتخابات ، كما فاز في الفصل التشريعي الرابع عام (1971) عن الدائرة الاولي - الشرق - وحصل علي المركز الرابع ب (770) صوت ، وفاز بالانتخابات ، كما فاز في الفصل التشريعي الخامس عام (1975) عن الدائرة الاولي - الشرق - وحصل علي المركز الثالث ب (738) صوت ، وفاز بالانتخابات. 

## السيرة البرلمانية
كان من ضمن النواب الذين تقدموا باستجواب وزير المالية والنفط عبد الرحمن العتيقي في 4 مايو 1974 بشأن احتياطي النفط الكويتي والكوادر الكويتية في القطاع النفطي ، لكنه امتنع عن التصويت في جلسة طرح الثقة بالوزير.